# Episodi di Vicious (prima stagione)
La prima stagione della serie televisiva Vicious è stata trasmessa in prima visione nel Regno Unito dal 29 aprile al 10 giugno 2013 su ITV.
| n° | Titolo originale | Titolo italiano | Prima TV UK    | Prima TV Italia |
| -- | ---------------- | --------------- | -------------- | --------------- |
| 1  | Wake             |                 | 29 aprile 2013 | inedita         |
| 2  | Cheat            |                 | 6 maggio 2013  | inedita         |
| 3  | Audition         |                 | 13 maggio 2013 | inedita         |
| 4  | Clubbing         |                 | 20 maggio 2013 | inedita         |
| 5  | Dinner Party     |                 | 3 giugno 2013  | inedita         |
| 6  | Anniversary      |                 | 10 giugno 2013 | inedita         |